# Psectra wilhelmensis
Psectra wilhelmensis là một loài côn trùng trong họ Hemerobiidae thuộc bộ Neuroptera. Loài này được New miêu tả năm 1989.